# 雷斯特拉克 (蒙大拿州)
雷斯特拉克（英語：Racetrack）是位於美國蒙大拿州鮑威爾縣的普查規定居民點。

## 歷史
雷斯特拉克的郵局於1879年設立，其後於1935年停運。

## 人口
根據2020年美國人口普查的數據，雷斯特拉克的面積為2.91平方千米，皆為陸地。當地共有人口42人，而人口密度為每平方千米14.43人。